# NGC 5220
NGC 5220 (również PGC 47972) – galaktyka spiralna (Sa), znajdująca się w gwiazdozbiorze Centaura. Odkrył ją John Herschel 3 czerwca 1836 roku.